# Ray Birdwhistell
Raymond L. Birdwhistell (* 29. September 1918 in Cincinnati, Ohio; † 19. Oktober 1994) war ein US-amerikanischer Anthropologe, Ethnologe und Linguist.
Ray Birdwhistell studierte an der Miami University in Oxford (B.A., 1940), der Ohio State University (M.A., 1941) und der University of Chicago (Ph.D., 1951). Er war ein bedeutender Vertreter des Kulturrelativismus, der davon ausgeht, dass emotionale Ausdrucksformen kulturbedingt sind.
Birdwhistell war ein Schüler von Margaret Mead.